# Alberguería (Laza)
Alberguería (llamada oficialmente Santa María da Alberguería) es una parroquia y un lugar del municipio español de Laza, en la provincia de Orense, Galicia.

## Toponimia
La parroquia también es conocida por el nombre de Santa María de Alberguería.

## Organización territorial
La parroquia está formada por una entidad de población:
- A Alberguería

## Demografía
Gráfica demográfica del lugar y parroquia de Alberguería según el INE español:
| Gráfica de evolución demográfica de Alberguería entre 2000 y 2022 |
|                                                                   |
| Datos según el nomenclátor publicado por el INE.                  |